# De Grolsch Veste
De Grolsch Veste é um estádio de futebol localizado em Enschede, Países Baixos. É a casa do FC Twente.

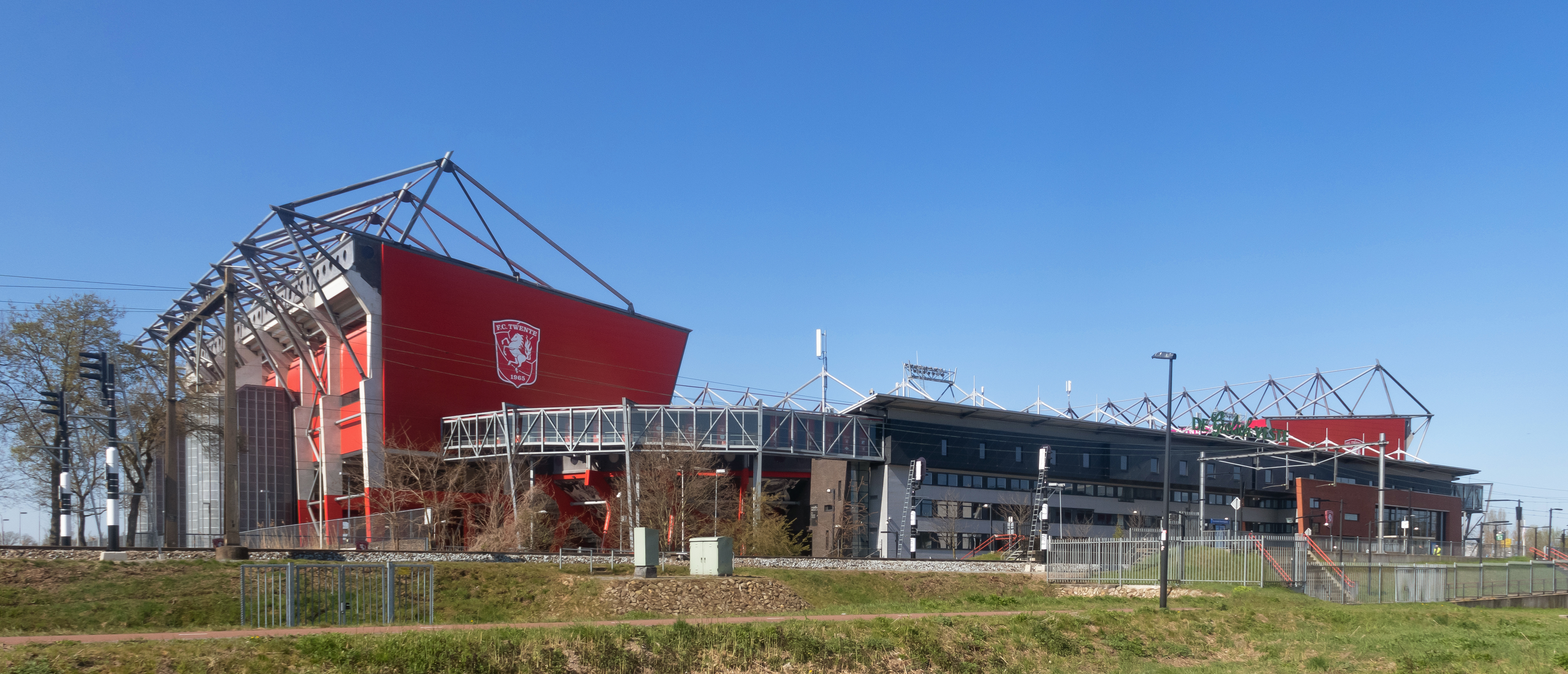
O Estádio visto de fora